# Schmidhauer András
Schmidhauer András (Andreas Schmidhauer; Pécs, 1712. augusztus 2. – Kassa, 1763. október 7.) Jézus-társasági áldozópap, akadémiai tanár.

## Élete
1729. október 15-én lépett a rendbe; miután tanulmányait bevégezte, a bölcselet és teológia borostyánosa lett. Tanított Nagyszombatban bölcseletet és később teologiát Kassán, ahol kancellár volt.

## Munkái
- Luculentum immaculati Conceptus Mariani ab Ecclesiae autoritate argumentum, dictione oratoria propusitum. Tyrnaviae, 1742
- Bellicarum in Hungaria calamitatum causae tres totidem Dissertationibus propositae. Uo. 1746